# هاني شكر الله
هاني شكر الله مواليد عام 1950، هو أحد أبرز الوجوه الصحفية المصرية والمحللين السياسيين، وهو معروف بأنه محرر ورئيس سابق لصحيفة الأهرام ويكلي بين الاعوام 1991 - 2005 .. ومن ثم عمل كمحرر ورئيس لموقع الاهرام اون لاين وهو موقع أسسه بنفسه حتى عام 2013. عمل مديرًا تنفيذيًا لمؤسسة محمد حسنين هيكل للصحافة العربية في أواخر سنواته، وكان عضوًا في مجلس تحرير جريدة الشروق، ومن مؤسسي المنظمة المصرية لحقوق الإنسان، بالإضافة إلى تأسيسه للمركز العربي الأفريقى للأبحاث.

## البداية
ولد هاني شكر الله في القاهرة عام 1950 ونشأ في المدينة المذكورة. وكان طالبا نشيطا ومجتهد خلال فترة حكم أنور السادات، ووصف نفسه أنه ماركسي، إلا انه عارضها في وقت لاحق لأنه وصف البلدان الشيوعية ضد الدول الأخرى. وفي نيسان عام 1985 أسس جنبا إلى جنب مع سعد الدين إبراهيم خلال فترة حكم حسني مبارك المنظمة المصرية لحقوق الإنسان، وكافحت المنظمة في توثيق انتهاكات حقوق الإنسان وضمان دقة المعلومات من شهادات ضحايا الانتهاكات التي يتعرضون لها من قبل النظام الحاكم.

## مهنة الصحافة
في عام 1991 تم تعيين شكر الله مدير تحرير وفي وقت لاحق رئيس تحرير صحيفة الأهرام ويكلي المملوكة للدولة، وابتداء من عام 1995 كان لديه عمود في الصحيفة بعنوان تأملات. في يوليو عام 2005 تم إقالة شكر الله من رئاسة التحرير. وخلال تلك السنة على وجه الخصوص كتب شكر الله العديد من المقالات التي تنتقد الحكومة وسياستها. وفي تلك السنة أصبح مستشارا لمركز الاهرام للدراسات السياسية والاستراتيجية، وفي عام 2009 شغل منصب الرئيس المشارك في تحرير جريدة الشروق اليومية جريدة الشروق، وفي عام 2010 أطلق شكر الله موقع الأهرام أون لاين وهو موقع إخباري باللغة الإنجليزية لجريدة الأهرام وشغل منصب رئيس التحرير، كما كتب شكر الله مقالات عديدة لجريدة الغارديان ومجلة هندية ومجلة الدراسات الفلسطينية. في أعقاب الثورة المصرية سنة 2011، انضم شكر الله للحزب الاشتراكي الديمقراطي، لكنه ترك الحزب في وقت لاحق، وعندما تنحى مبارك وعين المجلس الأعلى للقوات المسلحة لحكم مصر انتقد شكر الله هذه القيادة العسكرية  وكان أيضا ينتقد الاخوان المسلمين. وقال محللون إن شكر الله تم إجباره على الاستقالة خلال حكم الإخوان المسلمين من رئاسة تحرير موقع الأهرام أون لاين.